# 991 هـ
991 هـ هي سنة في التقويم الهجري امتدت مقابلتاً في التقويم الميلادي بين سنتي 1583 و1584.

## مواليد
- صفي الدين القشاشي

## وفيات
- وحشي البافقي